# Allopauropus gaetulicus
Allopauropus gaetulicus är en mångfotingart som beskrevs av Paul Auguste Remy 1952. Allopauropus gaetulicus ingår i släktet småfåfotingar, och familjen fåfotingar. Inga underarter finns listade i Catalogue of Life.